# Порт Ројал (Јужна Каролина)
Порт Ројал (енгл. Port Royal) град је у америчкој савезној држави Јужна Каролина.

## Демографија
По попису из 2010. године број становника је 10.678, што је 6.728 (170,3%) становника више него 2000. године.
| Група             | 2000.         | 2010.         |
| Белци             | 2.475 (62,7%) | 6.529 (61,1%) |
| Афроамериканци    | 1.152 (29,2%) | 2.206 (20,7%) |
| Азијати           | 67 (1,7%)     | 263 (2,5%)    |
| Хиспаноамериканци | 169 (4,3%)    | 1.421 (13,3%) |
| Укупно            | 3.950         | 10.678        |